# MVP 06: NCAA Baseball
MVP 06: NCAA Baseball è un videogioco sportivo di baseball statunitense sviluppato e pubblicato da Electronic Arts nel 2006 per Xbox e PlayStation 2.